# Mariakapel Wonderbare Moeder
De Mariakapel Wonderbare Moeder of Onze Lieve Vrouw van Gaarsweide is een kapel in Elshout in de gemeente Heusden in de Nederlandse provincie Noord-Brabant. De kapel staat aan de Kapelstraat 45A op ongeveer 500 meter ten westen van het dorp tussen de lintbebouwing.
De kapel is opgedragen aan Maria. Het beeldje van de oorspronkelijke kapel bevindt zich in de Sint-Jan-Evangelistkerk.

## Geschiedenis
Volgens een legende verscheen Maria reeds in de 12e eeuw. De legende vertelt dat tijdens het zaaien van vlas op zijn land een boer dorstig was maar geen drinken bij zich had. Er naderde een voor hem onbekende vrouw die hem water uit een nabije sloot te drinken aanbood. De boer nam dit water en was het heerlijkste wat hij maar ooit te proeven had gehad. Tijdens het drinken voelde hij in zich liefde voor Maria opkomen. Hij beloofde toen om een Mariakapel ter ere van haar te bouwen als het vlas rijp was. De volgende dag was het vlas al rijp en de boer bouwde een kapel met daarin een beeldje van Maria.
In 1285 werd er melding gemaakt van twee kapellen, waaronder die van de Gaasweide.
In 1964 werd de oude neogotische kapel vervangen door de huidige kapel.

## Opbouw
De kapel heeft een rechthoekig grondplan met een opening aan een zijde. In de zijgevels zijn kleine rondboogvensters aangebracht. De kapel wordt gedekt door een zadeldak.